# Indian Masters 2013

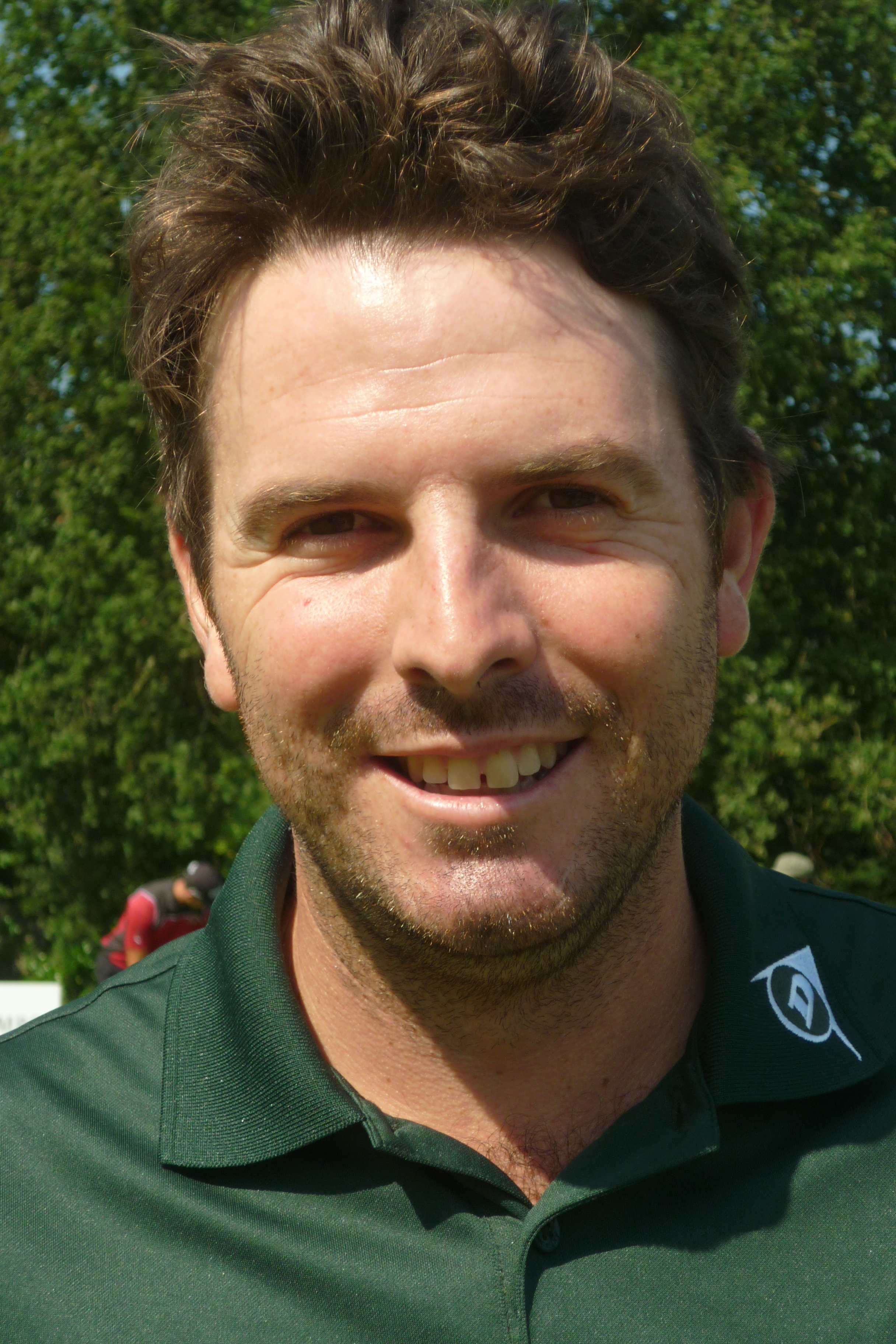
Thomas Aiken, winnaar 2013

De Avantha Masters van 2013 wordt in Delhi gespeeld gespeeld van 14-17 maart op de Jaypee Greens Golf Club in India. 
De resultaten van het toernooi tellen voor de Aziatische- en Europese PGA Tour. De winnaar van 2012, Jbe' Kruger, komt zijn titel verdedigen. Het prijzengeld is €1.800.000.

## Verslag

### Ronde 1
De leider van de eerste ronde, Chinnarat Phadungsil, heeft vijf slagen voorsprong op de vijf spelers die de tweede plaats innemen, Abhijit Singh Chadra en Chawalit Plaphol uit Thailand, Abhijit Singh Chadra uit India, de Chinees Wenchong Liang en de Zweed Magnus A. Carlsson. Geen van de drie Nederlanders heeft onder par gespeeld. 

### Ronde 2
Ronde 3 had een paar verrassingen. Maarten Lafeber heeft een mooie ronde gespeeld in 66 slagen en steeg 81 plaatsen op de rangorde, maar de leider maakte een score van 74. Dankzij de vorige ronde van 61 bleegf hij toch nog in de top-10.    Derksen maakte een ronde van 69, hetgeen genoeg was om zich voor het weekend te plaatsen. 

### Ronde 3
Kiradech Aphibarnrat en Wenchong Liang deelden na negen holes de leiding maar werden ingehaald door Thomas Aiken, die een ronde van 62 maakte en met drie slagen voorsprong op Wenchong Liang eindigde. 

### Ronde 4
Aiken, Liang en Aphibarnrat speelden samen in de laatste partij. Liang maakte in de eerste vijf holes drie birdies, toen een dubbelbogey op hole 6 en een hole-in-one op hole 7, een totaal van -3. Aiken had toen nog maar twee birdies gemaakt en Aphibarnrat stond na zeven holes ook op -3. De voorsprong van Aiken werd dus iets kleiner. Gaganjeet Bhullar deelde op dat moment de 3de plaats met Aphibarnrat; hij eindigde op de 2de plaats, het beste resultaat sinds hij in 2011 zijn eerste toernooi op de Europese Tour speelde.

Thomas Aiken eidingde met een bogeyvrije ronde en zijn tweede overwinning op de Europese Tour.
- Volledige scores

| Naam                 | Score R1 | Score R1 | Nr   | Score R2 | Score R2 | Totaal | Nr  | Score R3 | Score R3 | Totaal | Nr  | Score R4 | Score R4 | Totaal | Nr  |
| -------------------- | -------- | -------- | ---- | -------- | -------- | ------ | --- | -------- | -------- | ------ | --- | -------- | -------- | ------ | --- |
| Thomas Aiken         | 67       | -5       | T7   | 69       | -3       | -8     | T14 | 62       | -10      | -18    | 1   | 67       | -5       | -23    | 1   |
| Gaganjeet Bhullar    | 68       | -4       | T15  | 69       | -3       | -7     | T18 | 67       | -5       | -12    | T8  | 64       | -8       | -20    | 2   |
| Wenchong Liang       | 66       | -6       | T2   | 66       | -6       | -12    | T1  | 69       | -3       | -15    | 2   | 69       | -3       | -18    | 3   |
| Kiradech Aphibarnrat | 68       | -4       | T15  | 68       | -4       | -8     | T14 | 66       | -6       | -14    | T3  | 69       | -3       | -17    | 4   |
| David Drysdale       | 67       | -5       | T7   | 67       | -5       | -10    | T3  | 68       | -4       | -14    | T3  | 71       | -1       | -15    | T6  |
| Scott Hend           | 67       | -5       | T7   | 68       | -4       | -9     | T7  | 68       | -4       | -13    | T5  | 70       | -2       | -15    | T6  |
| Tommy Fleetwood      | 69       | -3       | T30  | 65       | -7       | -10    | T3  | 69       | -3       | -13    | T5  | 71       | -1       | -14    | T9  |
| Joonas Granberg      | 67       | -5       | T7   | 67       | -5       | -10    | T3  | 69       | -3       | -13    | T5  | 72       | par      | -13    | T13 |
| Chapchai Nirat       | 66       | -6       | T2   | 66       | -6       | -12    | T1  | 72       | par      | -12    | T8  | 72       | par      | -12    | T17 |
| Chinnarat Phadungsil | 61       | -11      | 1    | 74       | +2       | -9     | T7  | 72       | par      | -9     | T23 | 70       | -2       | -11    | T23 |
| Maarten Lafeber      | 73       | +1       | T109 | 66       | -6       | -5     | T28 | 70       | -2       | -7     | T37 | 74       | +2       | -5     | T61 |
| Robert-Jan Derksen   | 72       | par      | T78  | 69       | -3       | -3     | T56 | 72       | par      | -3     | T62 | 71       | -1       | -4     | T64 |
| Joost Luiten         | 74       | +2       | T127 | 71       | -1       | +1     | MC  |          |          |        |     |          |          |        |     |

| Leider |  | Toernooirecord |  | MC = missed cut = cut gemist |  | DQ = disqualified |

## Spelers
| Europese Tour - Felipe Aguilar - Thomas Aiken - Björn Åkesson - Matthew Baldwin - Thomas Bjørn - Grégory Bourdy - Jorge Campillo - Alejandro Cañizares - Magnus A. Carlsson - Christian Cévaër - Darren Clarke - Robert Coles - Robert-Jan Derksen - Andrew Dodt (2010) - David Drysdale - Victor Dubuisson - Simon Dyson - Richard Finch - Oliver Fisher - Tommy Fleetwood - Mark Foster - Lorenzo Gagli - Ignacio Garrido - Jean-Baptiste Gonnet - Ricardo Gonzalez - Emiliano Grillo - Anders Hansen - Grégory Havret - Michael Hoey - David Horsey - David Howell - Mikko Ilonen - Raphaël Jacquelin - Simon Khan - Søren Kjeldsen - Jbe' Kruger (2012) - Pablo Larrazábal - Peter Lawrie - Thomas Levet | - Joost Luiten - Edoardo Molinari - Colin Montgomerie - James Morrison - Phillip Price - Julien Quesne - Alvaro Quiros - Robert Rock - Brett Rumford - Ricardo Santos - Joel Sjöholm - Lee Slattery - Graeme Storm - Peter Uihlein - Marc Warren - Romain Wattel - Peter Whiteford - Bernd Wiesberger - Danny Willett - Fabrizio Zanotti Invitaties - Khalin Joshi - Andy Sullivan - Kristoffer Broberg - Maximilian Kieffer - Rahil Gangjee - Gaurav Ghei Nationale/Regionale Order of Merit - Feroz Ali Molah - Kiradech Aphibarnrat - Seuk-hyun Baek - Scott Barr - Darren Beck - Kunal Bhasin - Gaganjeet Bhullar - Marcus Both - Abhijit Singh Chadra - Yih-shin Chan | - Gunn Charoenkul - Danny Chia - Daniel Chopra - Vikrant Chopra - Om Prakash Chouhan - S.S.P Chowrasia (2009, 2011) - Thitiphun Chuayprakong - Javier Colomo - Adilson Da Silva - Shankar Das - Gulfam Delhi - M Dharma - Ben Fox - David Gleeson - Joonas Granberg - Harendra P Gupta - Scott Hend - Berry Henson - Tetsuji Hiratsuka - MD Islam - Thongchai Jaidee - Manav Jaini - Pariya Junhasavasdikul - Harmeet Kahlon - Shiv Kapur - Rikard Karlberg - Daisuke Kataoka - Rashid Khan - Shamim Khan - Gi-whan Kim - Jason Knutzon - Masanori Kobayashi - Ashok Kumar - Chiragh Kumar - Mukesh Kumar - Sanjay Kumar - Vijay Kumar - Vinod Kumar - Anirban Lahiri | - Antonio Lascuna - Sung Lee - Wenchong Liang - David Lipsky - Abhinav Lohan - Jaakko Makitalo - Amardip Sinh Malik - Mardan Mamat - Prom Meesawat - Zaw Moe - Jonathan Moore - C Muniyappa - R Murthy - Chapchai Nirat - Wade Ormsby - Hyun-bin Park - Unho Park - Mithun Perera - Chinnarat Phadungsil - Panuphol Pittayarat - Chawalit Plaphol - Kieran Pratt - Angelo Que - Himmat Rai - Jyoti Randhawa - Anura Rohana - Boonchu Ruangkit - Elmer Salvador - Kalle Samooja - Ajeetesh Sandhu - Mohd Siddikur - Digvijay Singh - Gaurav Pratap Singh - Jeev Milkha Singh - Sujjan Singh - Kwanchai Tannin - Namchok Tsntipokhakul - Arshdeep Tiwana - Arnond Vongvanij |

## Trivia
- Chadha won in 2012 de Surya Nepal Masters. Als amateur vertegenwoordigde hij India regelmatig in het buitenland, dit is de eerste keer dat hij aan de Indian Masters meedoet.